# Euforbo (troyano)

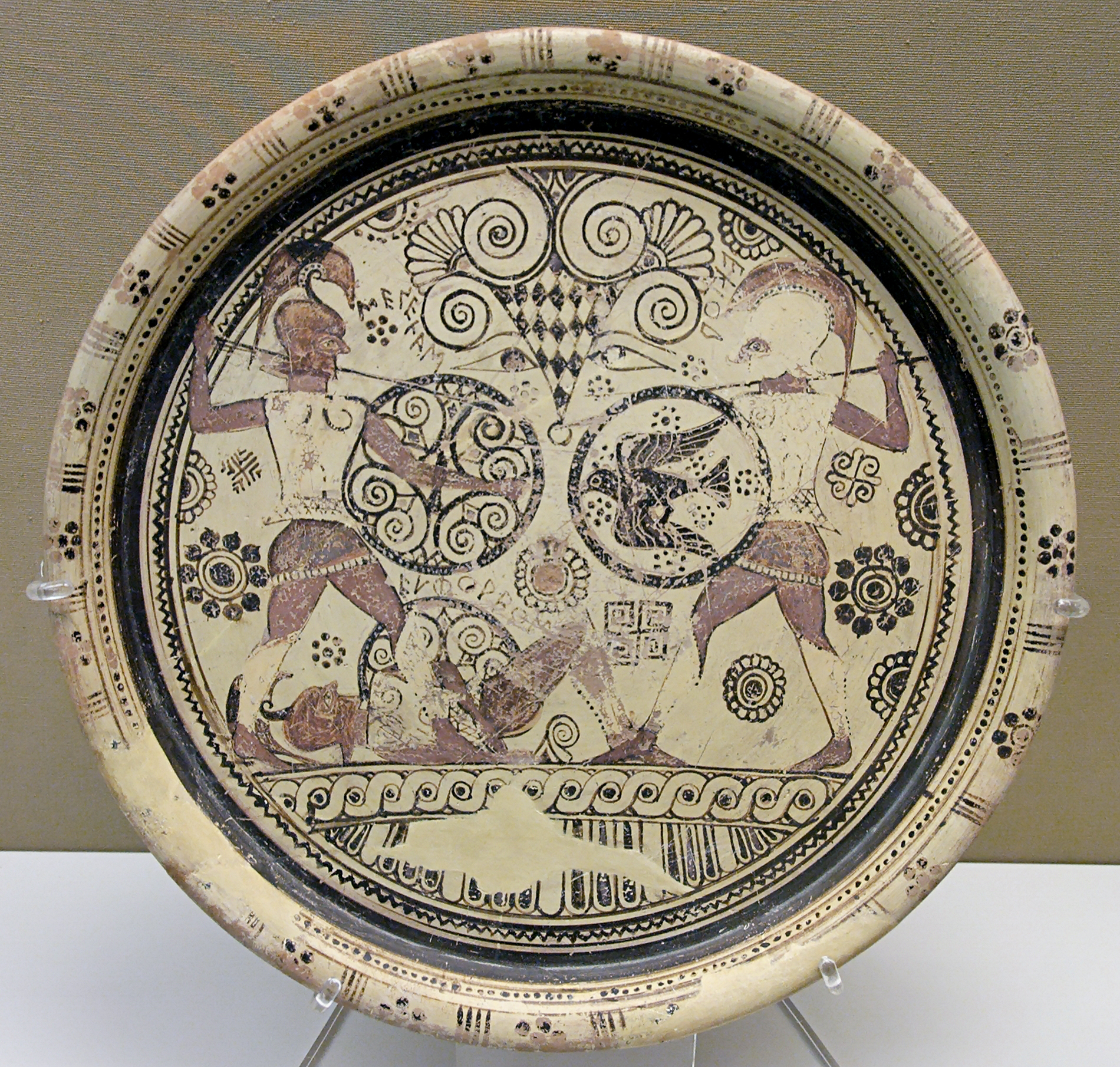
Euforbo (a la derecha) y Menelao luchan (Plato de Euforbo, c. 600 a. C.)

En la mitología griega Euforbo (en griego Εὔφορβος), fue un héroe troyano y dárdano, al que se conoce sobre todo por la Ilíada. Unos dicen que era hijo de «Pántoo y la divina Fróntide», otros aseguran que nació de Abarbárea y Bucolión. Homero lo describe como «de cabellos ensortijados y sujetos con anillos de oro y plata», en tanto que Tzetzes dice que era un hombre apuesto con los mechones hermosos entre su pelo rizado, y que se trenzaba el pelo con adornos de oro.
Euforbo era aún joven e inexperto en la guerra. Era hermano de Polidamante e Hiperenor «domador de caballos» y logró herir en la espalda entre los hombros a Patroclo después de que lo hiciera Apolo en el curso del asedio de Troya, aunque murió de una lanzada en la garganta luchando contra Menelao cuando desafió a este por haber dado muerte a su hermano Hiperénor: 

Como el frondoso olivo que planta el labrador donde abunda el agua y crece exuberante, siendo mecido por todos los vientos y cubierto de flores blancas, hasta que sopla el huracán y lo descuaja y lo arrastra por la tierra, así dio Menelao muerte a Euforbo, hijo de Pántoo, a pesar de su maestría en el uso de la lanza (Homero, Ilíada, XVII, 80 y ss.)

Menelao no logró despojarlo de su armadura, porque Héctor lo ahuyentó. El episodio está ilustrado en un ejemplar de cerámica de Rodas llamada Plato de Euforbo, del Museo Británico.
Pitágoras creía que su alma se había reencarnado en él, y lo demostró reconociendo el broquel o escudo de Euforbo en el templo de Apolo en Bránquidas, según afirma Heráclides Póntico, citado por Diógenes Laercio y los escolios.
En recuerdo suyo uno de los asteroides troyanos del planeta Júpiter lleva su nombre, el número 4.063.